# Blind Lemon Jefferson
Blind Lemon Jefferson, pseudonimo di Lemon Henry Jefferson, (Coutchman, 24 settembre 1893 – Chicago, dicembre 1929), è stato un cantante e chitarrista statunitense di musica blues.
Capostipite della scena blues mondiale, fu il primo chitarrista e cantante country blues della scena texana ad incidere una registrazione, nel dicembre 1925. Come indicato dal suo soprannome "blind" ("cieco") era non vedente. Conosciuto anche con il soprannome di "Padre del Texas Blues", fu uno dei bluesman di maggior successo commerciale degli anni venti, ed è annoverato tra i più importanti ed influenti bluesman della storia.
Il suo stile ebbe grandissima influenza su molti artisti venuti dopo, ad esempio musicisti come Robert Johnson, T-Bone Walker, B. B. King, Son House e Lightnin' Hopkins o Leadbelly.
Nei suoi blues vi sono talmente tanti riferimenti al mondo reale e visibile, che spesso si pensa non sia nato cieco, seppur comunque impossibilitato ad unirsi alla propria famiglia nel lavoro dei campi.
Grazie al suo stile musicale pionieristico, e a canzoni come Matchbox Blues, è considerato di importante influenza per la nascita del rock and roll.

## Biografia

### Inizi
Iniziò giovanissimo a suonare per le strade di Wortham, guadagnando soldi dai passanti, colpiti dalla sua lodevole e originale tecnica chitarristica. Per un certo periodo si esibì assieme a Leadbelly (che imparò da lui a suonare il blues), nei bar di Dallas, Texas.
Jefferson era un uomo robusto e corpulento, l'unica sua foto conosciuta, mostra chiaramente la possente stazza fisica. La sua voce era molto acuta e potente, alcuni parlano di timbro tagliente. Era solito usare un gran numero di effetti vocali, salendo dal basso, per arrivare a intonare con precisione, anche una nota molto alta. Il suo stile canoro era molto vicino a quello degli holler.
Suonava la chitarra con estrema abilità, riuscendo a coniare uno stile originale, usando tecniche come l'Hammering o il Choking, alternate a rapidi arpeggi. Era solito considerare la chitarra come una voce in più, per questo motivo la usava in passaggi che imitavano, ad esempio, il suono delle campane o il tintinnare dei ferri, in alcuni brani.
I testi delle sue canzoni erano per lo più legati ad avvenimenti personali, ma a volte si calava anche nei panni di altri personaggi, con poetica capacità introspettiva. Alcune espressioni nei suoi testi, sono entrate nella storia del blues, diventandone linguaggio comune e sono state riprese da altri artisti, ad esempio "devo dirti qualcosa che farà cantare le molle del tuo letto".
Nei suoi blues, il sistema "frase-risposta del coro" (tipico dei canti di schiavitù, che furono all'origine della musica blues), era riproposto dalla costruzione di una risposta strumentale alla melodia vocale.

### Successo
Nel dicembre del 1925, Blind Lemon Jefferson viaggiò fino a Chicago, Illinois, per registrare il suo primo singolo. Le prime canzoni incise da Jefferson, furono due brani gospel, I Want to be like Jesus in my Heart e All I Want is that Pure Religion, rilasciate sotto lo pseudonimo di Deacon L. J. Bates. La seconda seduta di incisione, avvenne nel marzo del 1926, e produsse i primi brani rilasciati a suo nome, Booster Blues, Dry Southern Blues, Got the Blues e Long Lonesome Blues, che riscossero grande successo e lo fecero conoscere. Tra il 1926 e il 1929, Jefferson registrò un centinaio di canzoni, di cui 43 furono ufficialmente rilasciate come singoli, per la Paramount Records.
La Paramount Records, si affidava a tecniche di registrazione antiquate e la qualità del suono dei singoli era abbastanza scarsa. Per questo motivo, nel maggio del 1926, Got the Blues e Long Lonesome Blues, furono registrate nuovamente, in una qualità superiore, ai Marsh Laboratories. Grazie ad artisti popolari come Blind Lemon Jefferson, Blind Blake o Ma Raney, la Paramount divenne l'etichetta discografica leader, nel campo della musica blues, durante tutto l'arco degli anni venti.
La fama e il successo commerciale, permisero a Jefferson di comprarsi un'auto con autista personale; cosa poco comune all'epoca per un uomo di colore. Il fascino "vecchia scuola" del suo sound, unito alla sua personalità, lo resero un'icona del movimento blues e del marketing a esso legato. Il suo stile di chitarra fatto di riff e arpeggi vari, l'impressionante estensione vocale, il ritmo dei suoi brani e l'espressività dei suoi testi, aprirono le porte a una nuova generazione di cantanti blues maschi, come Furry Lewis, Charley Patton o Barbecue Bob.
Nel 1927, Jefferson tenne una seduta di registrazione per l'etichetta discografica Okeh, la quale prontamente distribuì sul mercato due singoli, Matchbox Blues e Black Snake Moan. Furono gli unici due brani pubblicati sotto la Okeh, probabilmente per via degli obblighi contrattuali che Jefferson aveva con la Paramount. Le due canzoni pubblicate per la Okeh, hanno una qualità di suono considerata migliore, rispetto alle registrazioni per la Paramount.
Quando Jefferson tornò alla Paramount, Matchbox Blues fu nuovamente registrata e ne furono pubblicate due versioni, sotto la produzione di Arthur Laibly. Il brano divenne molto famoso, ottenne un grande successo, ed è oggi uno dei brani più celebri del bluesman. La canzone fu inserita nella Rock and Roll Hall of Fame, nella lista dei 500 brani significativi per la nascita del Rock and Roll; infatti, la star del Rock and Roll, Carl Perkins, ne registrò una celebre cover negli anni cinquanta, ottenendo un grande successo.
Nel 1927, Blind Lemon Jefferson, registrò un altro storico brano, See That My Grave Is Kept Clean, destinato a rimanere una delle sue più celebri canzoni. Ne furono registrate varie versioni, l'ultima delle quali, fu pubblicata nel 1928.

### Morte
Jefferson morì a Chicago il 29 dicembre del 1929, in circostanze mai del tutto chiarite. Sul suo certificato di morte fu scritto per probabile miocardite acuta. Per molti anni, circolarono voci secondo le quali la sua morte sarebbe da attribuirsi a un'amante gelosa, la quale avvelenò il suo caffè.
Le maggiori testimonianze, lo vogliono morto per assideramento, durante una tempesta di neve, nella quale perse il senso dell'orientamento. Alcuni raccontano anche che morì per un attacco di cuore, causato dall'aggressione di un cane, nel cuore della notte. La Paramount Records, pagò per far tornare il suo corpo in Texas.
Jefferson fu seppellito nel cimitero per neri di Wortham. Nel 1967, fu scoperta l'esatta locazione della sua sepoltura, e fu eretta una lapide in suo onore. Il cimitero e la sua lapide, furono restaurati nel 1997. Nel 2007, in suo onore, il cimitero cambiò nome in Blind Lemon Memorial Cemetery.

### Riconoscimenti
Fu tra i primi musicisti ad essere inserito nella Blues Hall of Fame, quando questa fu istituita nel 1980.
Un suo brano, Matchbox Blues del 1927, fu inserito nella Rock and Roll Hall of Fame, nella lista dei 500 brani significativi per la nascita del Rock and Roll.

## Lascito e influenza
Blind Lemon Jefferson fu una delle figure più importanti e influenti del primo blues, ed aiutò il genere a popolarizzarsi e diffondersi attraverso i suoi dischi che all'epoca ebbero un grande successo di vendite. Musicista basilare per la storia del genere, nel suo stile di chitarra e canto convogliano molti elementi che in seguito sarebbero divenuti canonici per il blues, e avrebbero influenzato musicisti come Texas Alexander, Lonnie Johnson, Charlie Christian, Lightnin' Hopkins e T-Bone Walker. Di quest'ultimo, Lemon fu direttamente il mentore, siccome Walker da giovane era solito accompagnare il musicista, facendogli da guida. Jefferson fu mentore di altri giovani blues man; come ad esempio Leadbelly.
Blind Lemon Jefferson è considerato l'iniziatore della scena blues texana (ovvero quella legata alle aree del Texas), conosciuta con il nome di Texas Blues, ma la sua influenza, in modo diretto o indiretto, si estese anche in altre zone, come ad esempio quella del Mississippi, dove ispirò musicisti come Charley Patton, Son House o Robert Johnson, oppure nella corrente del Piedmont Blues. Lo stile di chitarra di Jefferson, influenzò celebri musicisti di blues elettrico, come B.B.King.
Jefferson viene inoltre considerato il primo musicista nero di sesso maschile a registrare musica blues (il primo in realtà fu Papa Charlie Jackson, ma viene solitamente considerato un folk singer piuttosto che un blues man, siccome non suonava la chitarra ma un banjo a quattro corde) e ad ottenere un successo consistente, affermandosi in questo genere. Infatti, prima di lui il blues di successo commerciale era quasi esclusivamente cantato da artisti femminili, come Ma Rainey, Bessie Smith o Mamie Smith; Jefferson fu di fatto tra le prime figure maschili a godere di un grande successo commerciale in questo genere e a vantare una diffusione consistente dei propri brani.
Dal 1926 al 1929, Jefferson registrò moltissimi brani, e un numero consistente di questi divennero capisaldi del genere, e sarebbero stati ripresi da vari artisti nel corso degli anni; alcune furono anche riadattate da musicisti rock come Carl Perkins, il quale compose la celebre Matchbox ispirandosi alla sua Matchbox Blues del 1927, Bob Dylan, o i Grateful Dead, i quali eseguirono entrambi una loro versione di See That My Grave Is Kept Clean.

## Discografia
Jefferson registrò 79 canzoni, tra il 1925 e il 1929, e tutto il materiale conosciuto fu pubblicato ufficialmente.
La sua discografia prevede brani che spaziano dal blues al rag e allo spiritual.
Di seguito una lista di tutti i singoli da lui prodotti, suddivisi per genere:

### Spiritual
- 1925 - I Want to Be Like Jesus in My Heart
- 1925 - All I Want is that Pure Religion
- 1927 - He Rose from the Dead
- 1927 - Where Shall I Be?

### Blues
- 1926 - Got the Blues
- 1926 - Long Lonesome Blues
- 1926 - Booster Blues
- 1926 - Dry Southern Blues
- 1926 - Black Horse Blues
- 1926 - Corinna Blues
- 1926 - Got the Blues
- 1926 - Jack O'Diamonds
- 1926 - Chock House Blues
- 1926 - Beggin' Back
- 1926 - Old Rounders Blues
- 1926 - Stocking Feet Blues
- 1926 - Black Snake Moan
- 1926 - Wartime Blues
- 1926 - Shuckin' Sugar Blues
- 1926 - Booger Rooger Blues
- 1926 - Rabbit Foot Blues
- 1926 - Bad Luck Blues
- 1927 - Black Snake Moan (80523)
- 1927 - Match Box Blues
- 1927 - Easy Rider Blues
- 1927 - Rising High Water Blues
- 1927 - Weary Dogs Blues
- 1927 - Right Of Way Blues
- 1927 - Teddy Bear Blues (Take 2)
- 1927 - Black Snake Dream Blues
- 1927 - Hot Dogs
- 1927 - Struck Sorrow Blues
- 1927 - Rambler Blues
- 1927 - Cinch Bug Blues
- 1927 - Deceitful Brownskin Blues
- 1927 - Sunshine Special
- 1927 - Gone Dead on Your Blues
- 1927 - See That My Grave Is Kept Clean (20074)
- 1927 - One Dime Blues
- 1927 - Lonesome House Blues
- 1928 - Penitentiary Blues
- 1928 - 'Lectric Chair Blues
- 1928 - Worried Blues
- 1928 - Mean Jumper Blues
- 1928 - Balky Mule Blues
- 1928 - Change My Luck Blues
- 1928 - Prison Cell Blues
- 1928 - Cannon Ball Moan
- 1928 - Long Lastin' Lovin'
- 1928 - Piney Woods Money Mama
- 1928 - Low Down Mojo Blues
- 1928 - Competition Bed Blues
- 1928 - Lock Step Blues
- 1928 - Hangman's Blues
- 1928 - Sad News Blues
- 1928 - How Long How Long
- 1928 - Christmas Eve Blues
- 1928 - Happy New Year Blues
- 1928 - Maltese Cat Blues
- 1928 - D.B. Blues
- 1929 - Eagle Eyed Mama
- 1929 - Dynamite Blues
- 1929 - Disgusted Blues
- 1929 - Peach Orchard Mama
- 1929 - Oil Well Blues
- 1929 - Tin Cup Blues
- 1929 - Saturday Night Spender Blues
- 1929 - Black Snake Moan #2
- 1929 - Bed Springs Blues
- 1929 - Yo, Yo Blues
- 1929 - Mosquito Moan
- 1929 - Southern Woman Blues
- 1929 - Bakershop Blues
- 1929 - Pneumonia Blues
- 1929 - Long Distance Moan
- 1929 - That Crawlin' Baby Blues
- 1929 - Fence Breakin' Yellin' Blues
- 1929 - Cat Man Blues
- 1929 - The Cheaters Spell
- 1929 - Bootin' Me 'Bout

### Compilation
Di seguito saranno elencate le compilation contenenti brani di Blind Lemon Jefferson:
- The Folk Blues of Blind Lemon Jefferson (LP, Comp) 1954
- Penitentiary Blues (10", Comp) 1955
- Blind Lemon Jefferson Sings The Blues (10", Comp) 1957
- Classic Folk Blues By Blind Lemon Jefferson (LP, Comp) 1957
- Volume 2 (LP, Comp) 1958
- Blind Lemon Jefferson / Ramblin' Thomas - The Country Blues - Texas (LP, Comp, Mono) 1962
- Blind Lemon Jefferson And Ed Bell (2) - The Male Blues Vol 7 (7", EP, Comp) 1963
- Volume Two 1968
- Vol 2 Master Of The Blues 1926-29 (LP, Comp, RM) 1969
- Volume 1 1970
- Volume 3 (LP, Comp) 1970
- Black Snake Moan (LP, Comp) 1970
- Blind Lemon Jefferson (LP, Comp) 1971
- Blind Lemon Jefferson / Son House - Blind Lemon Jefferson / Son House (LP, Comp) 1972
- The Immortal Blind Lemon Jefferson 1967
- Blind Lemon Jefferson 1974
- Early Blues (LP, Comp) 1974
- King of the Country Blues 1984
- 1926-29: The Remaining Titles 1984
- The Collection Jefferson - 20 Blues Greats (LP, Comp) 1986
- The Story - 22 Phonographics Memories (CD, Comp) 1989
- Blind Lemon Jefferson (1925-1929) (LP, Comp, Mono, RM) 1990
- (1926 - 1929) (LP, Comp, Ltd) 1990
- Complete Recorded Works In Chronological Order: Volume 3 (1928) 1991
- Complete Recorded Works In Chronological Order: Volume 2 (1927) (CD, RM, Comp) 1991
- Complete Recorded Works In Chronological Order: Volume 1 (1925-1926) (CD, RM, Comp) 1991
- King Of The Blues (CD, Comp) 1991
- Moanin' All Over (CD, Comp, RE) 1996
- Match Box Blues (The Essential Recordings Of Blind Lemon Jefferson) (CD, Comp) 1998
- The Best of Blind Lemon Jefferson (CD, Comp) 2000
- Long Lonesome Blues: Lemon's Texts Revealed (CD, Comp) 2003
- The Complete 94 Classic Sides Remastered (4xCD + Box, Comp, RM) 2003
- Volume 3 (LP, Comp) 2005
- The Complete Recorded Works In Chronological Order: Volume 4 (1929) (CDr, Comp, RE, RM) 2007
- Leadbelly Meets Blind Lemon Jefferson - Leadbelly Meets Blind Lemon Jefferson (CD, Comp) 2009
- I Want to Be Like Jesus In My Heart (LP, Comp) 2009
- See That My Grave's Kept Clean (LP, Comp) 2009

## Cover
Molti artisti hanno eseguito reinterpretazioni dei suoi brani, di seguito ne saranno elencate alcune:
- Bob Dylan – See That My Grave Is Kept Clean nell'album Bob Dylan
- Grateful Dead – See That My Grave Is Kept Clean e One Kind Favor nell'album Birth of the Dead
- Merl Saunders/Jerry Garcia/John Kahn/Bil Vitt – See That My Grave Is Kept Clean e One Kind Favor nell'album Keystone Encores, Volume 1
- John Hammond – See That My Grave Is Kept Clean e One Kind Favor nell'album John Hammond Live
- B.B. King – See That My Grave Is Kept Clean nell'album One Kind Favor
- Peter, Paul & Mary – See That My Grave is Kept Clean, e One Kind Favor nell'album In Concert
- Kelly Joe Phelps – See That My Grave Is Kept Clean nell'album Roll Away The Stone
- Counting Crows – Mean Jumper Blues.

## Nella cultura di massa
Blind Lemon Jefferson è stato più volte omaggiato nella cultura popolare, grazie alla sua importanza nella storia della musica:
- Una canzone in suo onore, My Buddy Blind Papa Lemon, venne incisa per la Paramount Records nel 1932 da King Solomon Hill. La registrazione venne a lungo considerata persa, ma una copia del nastro è stata finalmente scovata da John Tefteller nel 2002.
- Geoff Muldaur fa riferimento a Jefferson nella canzone Got to Find Blind Lemon sull'album The Secret Handshake.
- Art Evans interpretò Blind Lemon nel film del 1976 Leadbelly diretto da Gordon Parks.
- Nick Cave and the Bad Seeds registrarono il brano Blind Lemon Jefferson sull'album The Firstborn Is Dead.
- Nel film del 2003 Masked and Anonymous, Bobby Cupid (Luke Wilson) regala al suo amico Jack Fate (Bob Dylan) la chitarra originale usata da Blind Lemon, sulla quale afferma sia stata composta Matchbox Blues.
- Nel 2007 il regista Craig Brewer diresse un film intitolato Black Snake Moan, ispirandosi all'omonimo brano di Blind Lemon Jefferson.
- Il nome del gruppo rock statunitense Jefferson Airplane deriva da quello di Blind Lemon Jefferson[11][12]
- Nel 2009 gli Yarbrough and Peoples produssero un musical ispirato a Blind Lemon Jefferson, intitolato "Blind Lemon Blues".
- Geoff Muldaur fa riferimenti alla figura di Jefferson nel brano "Got To Find Blind Lemon".
- Nel videogioco del 2010 Fallout: New Vegas viene omaggiata la figura di Blind Lemon Jefferson.[13]
- Cheech and Chong fanno riferimenti alla figura di Jefferson in alcuni brani da loro composti.
- Chet Atkins definì Jefferson una delle sue prime importanti influenze[14].
- La figura di Jefferson venne parodiata con il nome di "Blind Orange Adams" in un articolo della rivista Down Beat.[15].